# Ziva David
Ziva David (in ebraico זיוה דוִד‎?; pronuncia: [ˈziːvə dəˈviːd] nella lingua originale della serie, /ˈziva daˈvid/ in italiano come in lingua ebraica) è un personaggio della serie televisiva NCIS - Unità anticrimine, interpretata da Cote de Pablo.
È introdotta per la prima volta nel primo episodio della terza stagione (Uccidete Ari (prima parte)) e a partire dal quarto episodio della stessa stagione entra a fare parte della squadra dell'Agente Leroy Jethro Gibbs, come agente di collegamento tra Mossad e NCIS, prendendo il posto dell'agente Caitlin Todd.
Il suo rapporto con il collega Anthony "Tony" DiNozzo è stato particolarmente amato dai fan della serie, che li hanno shippati (creato un termine per identificare la coppia) col nome di Tiva (dalla prima lettera di Tony e le ultime di Ziva) per indicare la coppia. Il duo è stato definito una "power couple" su Entertainment Weekly e nel maggio 2009 TV Guide ha dedicato loro una copertina parlando della "più calda relazione di amore-odio della tv".
Al di fuori della finzione Ziva, con la sua rappresentazione di un personaggio di origine israeliana, è stato oggetto di discussione da parte di critici, accademici e rabbini.

## Casting e sviluppo del personaggio
L'Agente speciale Caitlin "Kate" Todd, interpretata da Sasha Alexander, muore alla fine della seconda stagione in seguito alla decisione della sua attrice di lasciare la serie. Poco tempo dopo il creatore della serie Donald P. Bellisario ha annunciato la sua intenzione di introdurre nella squadra un altro agente di sesso femminile, piuttosto diverso dal precedente e di nazionalità straniera. Nelle sue idee iniziali avrebbe dovuto essere "una ragazza europea o australiana molto a suo agio con la propria femminilità e sessualità".
Prima di unirsi al cast di NCIS Cote de Pablo, che all'epoca viveva a New York, aveva recitato prevalentemente in teatro. Nel 2005 aveva in programma di interpretare il principale personaggio femminile di un musical di Broadway ispirato a I re del mambo e per quello aveva già rinunciato al alcuni ruoli televisivi. A giugno 2005 però la produzione del musical venne cancellata e due giorni dopo la de Pablo venne chiamata per un provino per un ruolo in NCIS. In seguito l'attrice ha spiegato che il personaggio che avrebbe dovuto interpretare era descritto come una generica donna dell'est Europa, per cui durante il provino aveva utilizzato un accento della Repubblica Ceca.
Durante una seconda audizione, che ebbe luogo a Los Angeles dove si trovavano gli uffici principali della CBS, Cote dovette recitare alcune scene insieme a Michael Weatherly il quale, nella parte del giocherellone Anthony DiNozzo, improvvisò le battute e, spostandole una ciocca di capelli, le disse che gli ricordava Salma Hayek. La de Pablo, abituata al teatro dove ogni attore recita la propria parte senza improvvisare, vide inizialmente la cosa come una mancanza di professionalità o un tentativo di sabotare la sua audizione ma non si lasciò distrarre e gli diede una risposta in tono con il personaggio che stava interpretando, respingendolo senza mezze misure. Le altre persone nella stanza trovarono spassosa la sua reazione e capirono che tra i due personaggi ci sarebbe stata una chimica perfetta, per cui Cote si aggiudicò il ruolo. La nazionalità del personaggio, inizialmente pensato come una ufficiale di marina australiana, venne modificata in seguito al suo ingresso nel cast, facendo diventare Ziva un'agente del Mossad e la sorellastra dell'assassino Ari Haswari.
In alcuni flashback nella decima e undicesima stagione la versione da ragazzina di Ziva è stata interpretata dall'attrice Gabi Coccio, che al tempo aveva 13 anni.

## Storia
Ziva David è un'agente del Mossad assegnata all'NCIS dopo l'assassinio dell'agente speciale Caitlin "Kate" Todd da parte di Ari Haswari, un agente operativo del Mossad che si scoprirà essere il fratellastro di Ziva, oltre che un traditore.
Nella serie TV, il padre di Ziva, Eli David, è il Direttore del Mossad. La sua sorellina, Tali, è stata uccisa in un attacco suicida di Hamas; all'epoca del fatto, Ziva era già un'agente operativa del Mossad. Inoltre, nella terza stagione, Ziva afferma di aver fatto parte dell'esercito israeliano per un periodo di tempo non ben definito.
Addestrata dal Mossad come un'assassina, Ziva faceva parte di una specifica divisione specializzata in omicidi, spionaggio e coercizione, il Metsada (unità Kidon); il Direttore Shepard inoltre rivela a Gibbs che Ziva ha fatto fuori almeno una mezza dozzina di kamikaze in Iraq.

A causa del suo addestramento nella tortura, non si fa scrupoli a usare tecniche potenzialmente mortali, e durante la serie si scoprirà che prima di lavorare all'NCIS, non aveva mai condotto un interrogatorio senza causare danni fisici. Ziva rivela inoltre le sue abilità militari, raccontando ad esempio quando si gettò da uno scoglio alto 10 metri senza le funi di sicurezza e nuotò nelle fredde acque del Mar Rosso in piena notte. In più di un'occasione la si vede sfoggiare la sua memoria fotografica: ad esempio nell'episodio della terza stagione Una bara di ferro, Ziva riproduce la perfetta copia di una mappa che aveva visto poche ore prima.
Ziva parla correttamente almeno sei lingue: inglese, ebraico, spagnolo, arabo, turco e francese (nell'episodio Cover Story McGee chiede a Ziva se conosce il significato della parola "Déjà-Vu", e lei afferma che il suo francese è migliore del suo inglese). Parla inoltre in modo soddisfacente l'italiano, il tedesco, il russo e la lingua pashtu. In un ironico articolo sulla rivista Cracked su quanto i personaggi delle serie TV siano dei geni eccessivamente poliglotti, C. Coville fa notare come, all'età di 28 anni, Ziva sia un'esperta di spionaggio in grado di parlare nove lingue e di suonare il pianoforte.
Un'idiosincrasia ricorrente di Ziva è la sua tendenza a sbagliare i modi di dire in inglese, che causa il divertimento dei suoi colleghi. A volte Tony dice a Ziva di aver sbagliato una frase idiomatica, anche se ciò non è vero, solo per il gusto di prenderla in giro.
Nell'undicesima stagione, in seguito alla morte del padre, lascia la squadra e fa ritorno in Israele, mentre il suo posto all'NCIS verrà preso dall'Agente speciale Eleanor Bishop. Nella tredicesima stagione rimane apparentemente uccisa da un colpo di mortaio che distrugge la sua casa, sparato per ordine di Trent Kort, il cui obiettivo non era lei, ma eliminare le prove dei suoi crimini che Eli David aveva riposto lì. Una seconda persona presente nell'abitazione è però sopravvissuta ed è la piccola Tali, figlia di Ziva e di Tony, concepita prima del loro addio, di cui però quest'ultimo era stato tenuto all'oscuro. La bambina verrà poi portata da DiNozzo, che si farà carico delle sue responsabilità di padre e lascerà il lavoro, non volendo più rischiare la vita quotidianamente con una figlia a cui è rimasto solo un genitore in vita.
Nel tredicesimo episodio della sedicesima stagione, durante un caso Eleanor Bishop scopre che Ziva stava svolgendo personalmente un'indagine dopo la sua chiusura, violando la regola numero 10 di Gibbs (non farsi mai coinvolgere personalmente in un caso). L'agente Bishop si appassiona agli scritti dell'agente David al punto che riesce a risolvere la questione aperta da Ziva.
Alla fine dell'episodio Bishop torna nell'ufficio segreto di Ziva e nota del materiale mancante, mentre su una scrivania sono presenti una sciarpa arrotolata e un biglietto con scritto “Eleanor Bishop, per la sicurezza della mia famiglia per favore mantieni il mio segreto”, che fa immaginare che Ziva sia in realtà viva e tornata negli Stati Uniti. Di ciò si ha conferma nella scena finale dell'ultimo episodio della stagione, quando Ziva entra nella cantina di Gibbs lasciando quest'ultimo senza parole.
Nelle prime due puntate della diciassettesima stagione, sgomina insieme a Gibbs un'organizzazione estremista che la voleva morta. In seguito scopre che colei a capo dell’organizzazione era un’altra persona e la sua vita viene nuovamente messa in pericolo, ma con l’aiuto di Gibbs e degli altri si salva e, finalmente, si libera da tutto ciò che le impediva di riunirsi alla famiglia. Dopo aver calorosamente salutato tutti, parte per Parigi per raggiungere Tony e Tali. Nella medesima stagione, quando il padre di Tony va a far visita all'NCIS, porta a tutta la squadra i saluti di Tony e Ziva, affermando che sono tutti e tre molto felici.

## Relazioni sociali

### Agente Speciale Leroy Jethro Gibbs
L'agente speciale dell'NCIS Leroy Jethro Gibbs lega con Ziva sin dall'inizio, quando lei uccide il suo fratellastro Ari nel seminterrato di Gibbs per salvargli la vita. Quando Gibbs scopre la loro parentela, falsifica il rapporto sull'accaduto indicando che Ari era stato ucciso non da Ziva, ma da lui. Secondo Ziva, al Mossad hanno creduto al suo rapporto, e per questo lei gli è grata. Resta comunque da vedere se il resto della squadra sappia la verità sulla morte di Ari.
In seguito, Ziva viene assegnata all'NCIS come agente di collegamento col Mossad. All'inizio Gibbs è scettico sul suo conto perché, come lui stesso dice al Direttore Jenny Shepard: "Il Mossad l'ha addestrata a fare la spia e a uccidere, non certo a condurre inchieste; assegnala alla CIA", anche se ben presto anche lui comincerà ad accettare Ziva. Nonostante il rapporto fra Ziva e Gibbs sia buono, la forte amicizia che lega Ziva e il Direttore Shepard crea spesso conflitti fra i due. Ziva trova infatti difficile obbedire a Gibbs quando il Direttore le chiede di disobbedirgli, portando Gibbs, in un'occasione, a chiederle: "Non lo so, Ziva, sei con me?" Gibbs in ogni caso si fida di Ziva, e nell'episodio "Una bara di ferro" le dice: "Mi fido di lei, e lo sa."
Nell'ultimo episodio della terza stagione, "L'attentato", è proprio Ziva che riesce a far ritornare a Gibbs la memoria dopo il suo grave ferimento in un'esplosione, provando di fronte a lui un crollo emozionale che gli ricorda come lei uccise Ari per salvarlo. Gibbs ripaga il suo debito con Ziva nell'episodio "Shalom" (stagione 4), quando lei gli chiede disperatamente aiuto mentre scappa dall'NCIS, dall'FBI, dal Mossad e da suo padre perché sospettata dell'omicidio di un diplomatico straniero e dei suoi due agenti di scorta dell'FBI.

### Agente Molto Speciale Anthony "Tony" DiNozzo
Ziva prende in giro l'agente speciale Anthony DiNozzo più o meno come faceva l'agente Caitlin "Kate" Todd prima che fosse uccisa. Alcuni aspetti della personalità di Ziva lo disturbano, ad esempio il fatto che lei dorma sempre con una pistola in mano. Ziva inoltre intimidisce Tony, ed è l'unica oltre a Gibbs che sappia spiarlo senza che lui se ne accorga. Nell'episodio "Condannato a morte" (stagione 4), Tony è sorpreso che Ziva abbia un coinvolgimento personale con una vittima, Roy, ed è ancora più sorpreso che lei sia in grado di mostrare certi tipi di emozioni. Essendo Tony superiore di grado rispetto a lei, ed essendo Ziva più dotata e addestrata rispetto a lui, la loro relazione è paragonabile a quella fra un gatto e un topo, anche se con un'attrazione particolare che fa pensare a una relazione fra i due.
Nell'episodio "Shalom" Ziva viene a conoscenza del fatto che il Mossad, apparentemente per ordine di suo padre, l'ha spiata per alcuni mesi; dalla sua sorveglianza si è saputo che Tony è andata a trovarla almeno una volta a settimana negli ultimi 3 mesi, portando alla conclusione che i due fossero diventati intimi; sul momento, Ziva non conferma né nega questa supposizione, ma nel corso della quarta stagione, verrà assodato che Ziva e Tony non sono mai stati intimi. La ragione delle sue frequenti visite resta ancora ignota e va quindi addebitata probabilmente alla indubbia amicizia.
Nell'episodio "Singled Out", Ziva chiede a Tony della sua misteriosa fidanzata, e negli episodi seguenti si vedrà Tony stabilire una relazione con la dottoressa Jeanne Benoit, chiarendo finalmente che non c'è mai stato nessun legame sentimentale tra i due agenti. Nonostante questo, in alcuni episodi viene fatto intendere che Ziva possa essere gelosa della nuova ragazza di Tony fino a che, nell'episodio "Guida a distanza", si scoprirà che Ziva è del tutto ignara del fidanzamento di Tony e che aveva erroneamente interpretato la sua segretezza. A causa delle frequenti visite segrete di Tony all'ospedale (dove lavora la sua ragazza) e del fatto, come lui le dice, che si sta sottoponendo ad alcuni esami, Ziva confida a Gibbs di aver paura che Tony possa avere un problema causato dalla sua esposizione alla Yersinia pestis nell'episodio "Polvere di miele" (stagione 2). Nell'episodio "Sospetti" (stagione 4), Ziva confida nuovamente a Gibbs le sue preoccupazioni, ma lui la sorprende suggerendole che ci possano essere "altre ragioni" per la sua segretezza. Dopo aver scoperto che Tony fa spesso visita all'ospedale per andare a trovare la sua fidanzata, ne sembra apparentemente stupita.
Nella settima serie Tony, McGee e Gibbs vanno a cercare Ziva in Somalia, vengono catturati e la incontrano. Ziva insiste molto nel domandare a Tony per quale motivo fosse andato a cercarla e lui sotto siero della verità risponde dopo aver deviato più volte: "Perché non posso vivere senza di te".
In seguito a una missione a Parigi si intende che i due sono stati costretti assieme in una stanza d'albergo e abbiano dormito assieme. A questa conclusione gli spettatori sono indotti dalle versioni contrastanti su chi abbia ceduto il letto, fornite da Tony a McGee e da Ziva a Nora, la persona che dovevano proteggere (Tony sostiene di avere fatto dormire Ziva sul letto per cavalleria e perché lei era reduce dalla prigionia nel deserto; Ziva di avere fatto dormire Tony sul letto, visto che lui soffre di mal di schiena in seguito a un incidente di gioco a football americano). Alla fine dell'episodio, avendo ognuno dei due scoperto quello che l'altro ha raccontato ai colleghi e amici, Ziva domanda a Tony: "Perché hai mentito a McGee?", Tony risponde a Ziva: "Perché tu hai mentito a Nora" e dopo di che Tony fa vedere a Ziva le foto che hanno scattato quando erano a Parigi e regala a Ziva quella che secondo lui è la foto più bella che abbia scattato, Ziva prende la foto e prima di guardarla, domanda a Tony perché, secondo lui è la foto più bella che abbia scattato, e Tony le risponde: "Perché è l'unica in cui vi è una persona" e quando Ziva la guarda vede che nella foto è ritratta la stessa Ziva e, sullo sfondo, la Torre Eiffel.
Nell'undicesima stagione, quando lascia la squadra e fa ritorno in Israele, dice a Tony di amarlo e i due si baciano, per poi dirsi addio.
Nell'episodio conclusivo della tredicesima stagione, in seguito alla presunta morte di Ziva, si scopre che avevano avuto una figlia di nome Tali. Quando McGee domanda a Tony quale fosse il suo rapporto con Ziva, dopo la scoperta della figlia, Tony fa capire che tra i due c'è stato del tenero e che il loro addio è stato molto movimentato.
Prima di lasciare l'NCIS per accudire la figlia, Tony ha un momento di riflessione con Gibbs nel quale gli dice che andrà in Israele, per cercare la verità su Ziva, e poi porterà Tali a Parigi perché Ziva ama Parigi. L'uso del presente in questa frase e l'altra dichiarazione che fa a Gibbs "Devi credere in quello che devi credere" alludono al fatto che Tony abbia ancora speranza, crede che Ziva possa essere ancora viva.
Nella sedicesima stagione si scopre che Ziva è ancora viva e nella diciassettesima, dopo aver sgominato, con l'aiuto di Gibbs, degli estremisti che la volevano morta, scopre che Tony è stato appena informato del fatto che fosse sopravvissuta e Gibbs le consiglia di parlargli di persona e spiegargli tutto, cosa che Ziva conferma che farà. Dopo aver appreso che la sua vita è ancora in pericolo resta negli Stati Uniti con Gibbs, cui rivela di non sapere se Tony sarà in grado di perdonarla per avergli mentito sulla propria morte ed essere rimasta lontana da lui a da Tali, fino a quando riceverà un messaggio di sua figlia in cui le dice, da parte di entrambi, di tornare presto da loro, capendo finalmente di essere pronta per una nuova vita accanto alle persone che ama. Una volta che l'ultima minaccia viene eliminata, Ziva si ricongiunge finalmente a Tony e Tali partendo per Parigi.

### Agente Speciale Timothy "Tim" McGee
Timothy McGee è stata probabilmente la prima persona ad accettare Ziva come parte della squadra. Ben presto, nella terza stagione, Ziva andrà da McGee per chiedergli dei consigli. Per esempio in "Una bara di ferro" gli confida le sue prime difficoltà a integrarsi pienamente.
Il loro rapporto è simile a quello tra un fratello e una sorella, e spesso Ziva fa scherzosamente comunella con Tony contro di lui. Nell'episodio "L'intoccabile" (stagione 3), ad esempio, i due dicono di aver incollato la faccia di McGee al tavolo, una volta, mentre nell'episodio "Caccia alla strega" (stagione 4), Ziva e Tony lo prendono in giro sul vestito di "Elfo delle Nevi" che lui aveva indossato per Halloween. Comunque, Ziva è stata più volte vista aiutare McGee mentre Tony gli dava fastidio.
McGee, in realtà, è sia spaventato sia messo in soggezione da Ziva. In "Una bara di ferro", parla con fin troppo entusiasmo ad Abby della memoria fotografica di Ziva, provocando così la sua invidia. Comunque, McGee non vede Ziva come una donna - o almeno non come una donna normale (False verità - stagione 4). Nel suo libro, McGee descrive gli occhi di Ziva (alla quale ha ispirato un personaggio, Lisa) dicendo: "Gli occhi di Lisa gli ricordavano due smeraldi, rovinati solo dal gelo del suo cuore."
Il rapporto tra i due si rafforza gradualmente nel corso del tempo, al punto che i due si vogliono bene come fratello e sorella, come lo stesso McGee afferma. Quando si scopre che Ziva è ancora viva, McGee fa tutto il possibile per aiutarla e si mostrerà molto risentito verso Eleanor per averglielo nascosto. Quando Ziva parte per Parigi per tornare da Tony e Tali, i due si salutano ripromettendosi di rivedersi presto, tanto che McGee inizia già a pianificare di andare a trovarli con Delilah e i loro figli.

### Specialista Forense Abigail "Abby" Sciuto
Quando Ziva entra a far parte dell'NCIS, crede di non piacere al tecnico di laboratorio Abby Sciuto, e ha in parte ragione. In ogni modo, Abby alla fine accetterà Ziva nella squadra. Nonostante questo, quando Gibbs viene ferito gravemente nell'episodio "L'attentato", Ziva e Abby arrivano a picchiarsi dopo l'accusa di quest'ultima di non preoccuparsi affatto delle condizioni di salute di Gibbs; in seguito, comunque, Ziva si dispiacerà molto della sua apparente incapacità di mostrare lo stesso livello di preoccupazione degli altri. Le due, comunque, si riappacificheranno grazie alla mediazione di Tony.
Dalla quarta stagione, Ziva e Abby sembrano essere diventate amiche. Ziva sceglie spesso Abby per confidarsi, ed ella è la prima persona che lei chiama quando finisce nei guai con il Mossad e l'FBI in "Shalom".

### Dott. Donald "Ducky" Mallard
Ziva ha un forte legame con il dott. Mallard, il medico legale, probabilmente a causa del fatto che in "Una bara di ferro", lei gli salvò la vita da un'antropologa forense che per rubare delle armi senza avere testimoni doveva ucciderlo. Nell'episodio "Witch Hunt", Ziva si confida con Ducky che si offre di aiutarla ogni volta che ne avrà bisogno.

### Direttore Jennifer "Jenny" Shepard
Ziva è particolarmente legata al Direttore dell'NCIS Jenny Shepard, con la quale aveva già lavorato in passato. Ziva ha collaborato col Direttore in molte operazioni anti-terrorismo congiunte a partire dal 2001 (nell'episodio "Uccidete Ari", viene rivelato che in Egitto Ziva ha salvato la vita al Direttore Shepard), e in molte occasioni è stata vista confidarsi con Jenny, contando su di lei per ottenere delle informazioni utili alle indagini della squadra. In "Shalom", Jenny racconta di aver viaggiato insieme con Ziva nell'Europa dell'Est. Ziva, in più di un'occasione, disobbedisce a Gibbs dando a Jenny delle informazioni che lui non vuole che il Direttore sappia.

## Abilità
Durante il periodo trascorso nel Mossad, Ziva si è specializzata soprattutto nel combattimento ravvicinato; in vari episodi ha dimostrato queste sue capacità: ha combattuto (ed era in leggero vantaggio) Nelson Tunney, un ufficiale del DEVGRU che lavorava per il Dipartimento della Difesa in missioni che prevedevano proprio l'eliminazione di obiettivi mediante il combattimento ravvicinato (8x21); ha sconfitto Damon Werth, un Force Recon potenziato con steroidi (5x10); ha battuto un addestratore delle forze speciali con soli due colpi (8x07); è stata in grado di tenere il passo con l'agente Liat (che aveva ricevuto il suo stesso addestramento) nonostante quest'ultima fosse più giovane (8x08) e di uccidere il suo ex collega del Mossad Ilan Bodnar dopo un duro combattimento (10X22). Lo stile che utilizza prevalentemente è il Krav Maga.
È molto abile anche con le armi da fuoco (dimostrato in un episodio in cui ha eliminato due killer professionisti che erano entrati in una casa sicura per assassinare un testimone) e nella tortura.

## Impatto culturale
Al di fuori della finzione l'origine israeliana del personaggio di Ziva e il suo impatto culturale sono stati oggetto di discussione da parte di critici, accademici e rabbini. Il quotidiano israeliano di lingua inglese The Jerusalem Post la cita come l'unico personaggio nativo di Israele presente nel cast principale di un programma americano di grande successo, oltre ad essere probabilmente "l'unica ebrea della TV americana ad essere non apologetica, libera da complessi e non comicamente disfunzionale".
Il precettore dell'Università di Harvard Eitan Kensky la definisce "la più importante israeliana televisiva" degli Stati Uniti, benché il personaggio sia interpretato da un'attrice non ebrea, e sostiene che abbia contribuito a modo suo a diffondere la consapevolezza della cultura israeliana, anche se per certi versi il suo essere una donna forte, aggressiva e che non esita a combattere può essere visto come un ribaltamento dello stereotipo dell'uomo ebreo intellettuale e contrario alla violenza.

L'impatto culturale del personaggio deriva non solo dall'avere un ruolo di primo piano in un popolare telefilm americano, ma è dovuto soprattutto al fatto che interi archi narrativi ruotano intorno al suo essere israeliana e ciò ha permesso di mostrare al pubblico occidentale la complessità della società e della cultura israeliana. Sono inoltre apprezzati il suo ritratto positivo di un personaggio israeliano e il suo parteggiare per i legami tra gli Stati Uniti e Israele.
La sua interpretazione di Ziva ha reso Cote de Pablo nel 2011 la seconda più popolare attrice del prime time, alle spalle della collega Pauley Perrette, interprete sempre in NCIS della specialista forense Abby Sciuto.